# لو بروك
لو بروك (بالإنجليزية: Lou Brock)‏ هو كاتب سيناريو ومنتج أفلام ومخرج أمريكي، ولد في 21 أغسطس 1892 في كالامازو في الولايات المتحدة، وتوفي في 19 أبريل 1971 في لوس أنجلوس في الولايات المتحدة.

## وصلات خارجية
- لو بروك على موقع IMDb (الإنجليزية)
- لو بروك على موقع ألو سيني (الفرنسية)
- لو بروك على موقع أول موفي (الإنجليزية)
- لو بروك على موقع قاعدة بيانات الأفلام السويدية (السويدية)
- لو بروك على موقع قاعدة بيانات الفيلم (الإنجليزية)
- لو بروك على موقع كينوبويسك (الروسية)